# 山西农商联合银行
山西农村商业联合银行股份有限公司（简称山西农商联合银行），是在山西省农村信用社联合社基础上改制组建的企业，具有独立企业法人资格的地方性银行业金融机构，是全国首批采取“上参下”模式改制的农商联合银行，于2023年11月17日，正式挂牌开业。

## 历史

农信社时期标志

### 山西农商联合银行
2023年2月28日，山西省农村信用社联合社（下称“山西省联社”）发布《关于山西省农村信用社联合社改制组建山西农村商业联合银行股份有限公司的公告》。
2023年11月17日，正式挂牌开业。